# Jerónimo Román de la Higuera
Jerónimo Román de la Higuera (Tolède, 1538 – ibidem, 1611) était un jésuite, chroniqueur et historien (spécialiste de l’Espagne antique) et faussaire espagnol.
À l’issue d’une formation en arts et en théologie à Tolède, Higuera exerça dans différents collèges de jésuites comme maître de grammaire latine et professeur en humanités, et adhéra lui-même à la Compagnie de Jésus en 1562. Auteur de poésies latines, mais surtout passionné par l’histoire, il réalisa plusieurs études sur la géographie et l’histoire antiques de l’Espagne et sur son histoire ecclésiastique, ainsi qu’une histoire de la ville impériale de Tolède. 
Par son manque de discernement dans la collecte des données et des faits, il ne mena à son terme aucun de ses ouvrages ni ne parvint à en faire imprimer aucun. Il s’illustra cependant par la production de plusieurs œuvres apocryphes, qu’il présenta comme d’origine paléochrétienne ou médiévale, dont en particulier ses fameuses Chroniques (Cronicones), prétendument l’œuvre du sénateur romain IVe siècle Nummius Æmilianus Dexter. Dès avant leur publication posthume en 1619, ces chroniques furent largement diffusées et discutées ; Nicolás Antonio notamment démontra en 1652 la mystification, mais ne fut pas en mesure de publier son essai. Lors même que les doutes quant à l’authenticité des Cronicones se faisaient plus insistants au cours du XVIIIe siècle, plusieurs érudits en Espagne — sans doute en raison de ce que les fausses chroniques tendaient à glorifier la patrie espagnole — continuaient à s’en autoriser. La publication en 1742, par les soins de Mayans et avec ses commentaires, de l’essai de Nicolás Antonio mit un terme définitif à la supercherie.

## Biographie
Jerónimo (ou Jérôme) Román de la Higuera suivit une formation en arts et en théologie à l’université Sainte-Catherine de Tolède, où il fut ensuite chargé d’un cours de Artes. Dans le même temps, et au terme d’un noviciat de courte durée, il avait été ordonné prêtre. Bientôt, il exerça comme maître de grammaire latine et comme professeur en humanités dans différents collèges régentés par les jésuites, en plus d’accomplir ses missions sacerdotales dans les villes de Murcie et de Tolède, sises toutes deux dans la province jésuitique de Tolède, née de celle de Castille dans la même année où, à Alcalá de Henares (ville qui a toujours été une importante pépinière de jésuites), Higuera adhéra à la Compagnie de Jésus, en décembre 1562, lors de la visite de Jerónimo Nadal. Il écrivit sur saint Eutrope un poème en latin intitulé Sancto Torpete Martyre et composé de six centaines de vers répartis en deux livres.
Higuera allait bientôt se signaler par les études qu’il réalisa dans le domaine de la géographie et de l’histoire antiques de l’Espagne, et fut apprécié pour sa grande érudition. Ces premières œuvres, qui se sont perdues, comprenaient une géographie de l’Espagne ancienne, ainsi qu’une édition annotée de l’Itinerarium Antonini Pii. Il se lança ensuite dans une entreprise ambitieuse, celle de rédiger une histoire ecclésiastique d’Espagne, qu’il abandonna cependant lorsqu’il eut atteint l’année 620. Simultanément, il composa une histoire de la ville impériale de Tolède et de ses terres, parvenant ici jusqu’à l’an 1598, avec quelques données allant jusqu’à l’an 1604. Ces deux ouvrages se présentaient comme des études de grande envergure, et comportaient des notes et des notices sur l’archéologie et sur l’histoire, tant religieuse que profane, en plus d’une série de généalogies de familles mozarabes, Higuera croyant en effet descendre de l’une d’elles ; son intérêt pour les histoires locales de diverses villes et collèges trouva aussi à s’y manifester, de même qu’il se plut à y insérer des compilations de vies de saints et de martyrs, à côté d’hymnes religieux et d’éloges poétiques en latin. Du reste, rien de ce qu’il avait écrit ne sera publié de son vivant, quand même il y eut parmi ses productions un certain nombre de pièces de circonstance, tant en prose qu’en vers. Certaines bibliographies jésuitiques lui attribuent jusqu’à vingt-cinq titres.
Toutefois, c’était sans aucun sens critique qu’Higuera, passionné par l’histoire, collectionnait et accumulait les données et les faits, raison pour laquelle il ne parvint à conclure aucun de ses ouvrages ni à en faire imprimer aucun. D’une nature polémique, il adressa des mémoires à l’Inquisition contre les supérieurs des collèges où il avait été accueilli.

## Falsifications

### Les Fausses chroniques de Dexter
Higuera sut falsifier habilement l’histoire chrétienne ancienne de l’Espagne dans le but de la magnifier, et à cet effet se servit du nom de plusieurs auteurs obscurs et ayant à peine laissé d’œuvre, et combla par des inventions les périodes pour lesquelles des données manquaient, tout en gauchissant et dénaturant des textes pour appuyer ses propos. En particulier, dans le contexte intellectuel de la fin du XVIe siècle, entre maniérisme et baroque, propice à l’exagération et à l’apparence, et vers la même époque où furent découverts les (faux) livres de plomb de Sacromonte, Higuera rédigea en 1594 ses fameuses Chroniques (Cronicones) apocryphes, qu’il présenta comme étant d’origine paléochrétienne et comme l’œuvre du sénateur romain du IVe siècle Nummius Æmilianus Dexter. Higuera en avait eu l’idée par un passage du De viris illustribus de Jérôme de Stridon, où il est fait référence à une Histoire universelle composée par Dexter, mais qui s’est perdue. Higuera affirmait avoir copié les Chroniques d’un original manuscrit conservé à la bibliothèque du monastère bénédictin de Fulda, en Allemagne.
Dès avant leur publication posthume, ces chroniques furent abondamment diffusées et discutées dans un débat où, paradoxalement, Higuera lui-même adoptait vis-à-vis d’elles une position sceptique. En 1595 déjà, Juan Bautista Pérez, évêque de Segorbe, les considéra fausses, cependant que Gregorio de Argaiz en défendit l’authenticité dans tous ses écrits (1667-1675).
Demeurée à l’état de manuscrit pendant plusieurs années, l’œuvre parut finalement pour la première fois en 1619 à Saragosse (où la censure était relativement souple), par les soins du frère franciscain Juan Calderón, huit ans après la mort d’Higuera, sous le titre de Fragmentum Chronici sive omnimodae historiae Flavii Lucii Dextri Barcinonensis, in lucem editum et vivificatum zelo et labore P. Fr. Ioannis Calderon (Caesaraugustae, apud Ioannem a Lanaia et Quartanet, 1619). En 1624, Tomás Tamayo de Vargas, chroniqueur royal d’Espagne, fit paraître à Madrid un livre intitulé Flavio Lucio Dextro, Caballero Español de Barcelona, prefecto pretorio de Oriente, governador de Toledo por los años del Señor de CCCC, defendido por don Thomas Tamajo de Vargas, dans lequel il défendait l’authenticité des Cronicones, contre les premières critiques qui avait surgi aussitôt après la publication. En 1627 parut à Lyon, des presses de l’imprimerie de Claude Landry, une édition de « Flavio Lucio Destro » et de son « continuateur » Máximo de Saragozza ; le texte, qui était, lui aussi, un faux d’Higuera, fut longuement commenté par le moine cistercien espagnol Francisco de Bivar, qui le qualifia de « monument d'érudition mal employée ». Le même Bivar fut l’auteur d’une Chronici Dextri Apologia, publiée en 1630, où il défendait les Cronicones de Dexter contre les accusations de falsification lancées par le philologue jésuite Matthäus Rader, qui avait fait un rapprochement entre les Cronicones et la notoire falsification d’Annius de Viterbe Antiquitatum variarum,. Même l’érudit humaniste Rodrigo Caro jugea les Cronicones authentiques et en établit une édition critique, publiée en 1627. Le père Mariana, la plus grande autorité de l’époque, et quoique sceptique lui aussi, et nourrissant de nombreux doutes, ne les avait pas réfutées complètement. Une troisième édition du texte parut à Madrid en 1640.
Au cours du XVIIIe siècle, les doutes quant à l’authenticité des Cronicones se feront plus fréquents. L’érudit néerlandais Cornélius a Lapide entreprit une fouille méticuleuse des manuscrits conservés à Fulda dans une tentative d’y retrouver la copie originale des Cronicones, mais en vain. En France, le savant bénédictin Rémy Ceillier nota dans son Histoire générale des auteurs sacrés et ecclésiastiques que cette chronique « est généralement méprisée et considérée comme une pièce supposée » et qu'il serait même « inutile et ennuyeux » de se donner la peine de le démontrer.
Si la Censura de historias fabulosas (1652) de Nicolás Antonio, qui désignait Higuera comme falsificateur, semblait avoir définitivement démontré la fraude, Nicolás Antonio n’avait cependant pas pu publier son ouvrage de son vivant, de sorte que les chroniques ne cesseront d’occuper l’esprit et le temps des érudits jusqu’au XVIIIe siècle et qu’il fallut attendre Gregorio Mayans pour que la supercherie fût démontrée de façon définitive, par la publication en 1742, à l’initiative de Mayans et avec ses annotations, de l’essai de Nicolás Antonio.

### Autres falsifications
Outre la Chronique de Dexter, Higuera fabriqua plusieurs autres faux, présentés comme des œuvres paléochrétiennes et médiévales, et attribués par lui à Liutprand de Crémone, à Maxime de Saragosse, à Heleca, à Julián Pérez ou à Aulo Halo. À l’instar des Cronicones de Dexter, ces œuvres seront elles aussi considérées authentiques jusqu’à la fin du XVIIIe siècle et rééditées plusieurs fois.
En 1628, l’humaniste Lorenzo Ramírez de Prado, alors ambassadeur d’Espagne en France, publia à Paris la Cronaca de Julián Pérez, et était si convaincu de l’authenticité des écrits du jésuite qu’il fit l’acquisition de tous ses manuscrits. De Prado fit publier à Anvers, sur les presses de Christophe Plantin, une somptueuse édition du Chronicon de Liutprand, avec les annotations d’Higuera et ornée d’un frontispice conçu par Rubens et exécuté par Érasme Quellin le Jeune.

### Œuvres d’Higuera
- Poema de Sancto Torpete Martyre
- Fragmentum Chronici sive omnimodae historiae Flavii Lucii Dextri Barcinonensis, in lucem editum et vivificatum zelo et labore P. Fr. Ioannis Calderon, Caesaraugustae, apud Ioannem a Lanaia et Quartanet, 1619 (posthume).
- Historia eclesiástica de España (dans la Bibliothèque nationale d'Espagne, ms. 1638)
- Historia eclesiástica de la imperial ciudad de Toledo y su tierra (dans la Bibliothèque nationale d’Espagne,mss. 1639-1641, et dans la Bibliothèque de l'université de Salamanque, mss. 1830-1837)
- Historia del levantamiento y motín de los nuevamente convertidos en el reino de Granada y algunos ilustres martirios que en ella padecieron algunas personas por la confesión de la Fee Catolica que fueron muchas en numero y sucesos de la guerra desde el año del Señor de 1068 (dans la bibliothèque de l’Académie royale d'histoire)
- Historia de la casa profesa de la Compañía de Jesús en Toledo
- Defensa de las Reliquias del Sacro Monte de Granada
- Historia del colegio de Plasencia
- Historia del Colegio de Santa Anna y San Vicente martir, de la Compañía de Jesús que fundó el Ilustrísimo y Reverendissimo Señor D. Gutierre de Carvajal, obispo de la misma ciudad (dans la bibliothèque de l’Académie royale d'histoire)
- Discurso sobre si San Tirso mártir fue español y natural de Toledo (manuscrits conservés à la bibliothèque de l’Académie royale d'histoire, à la Bibliothèque nationale d’Espagne, à la bibliothèque universitaire de Salamanque et aux archives de Sacromonte de Grenade.

### Publications sur Higuera
- (es) José Godoy Alcántara, Historia crítica de los falsos cronicones, Madrid, Imprenta y estereotipia de M. Rivadeneyra, 1868 (OCLC 2773249, lire en ligne) (rééd. : dans la collection Alatar, Madrid, 1981 ; en facsimilé, Editorial Universidad de Granada, mai 1999, 343 p.,  (ISBN 978-8433825612)
- Georges Cirot, « Documents sur le faussaire Higuera », Bulletin hispanique, vol. VIII,‎ 1906, p. 87-95 (lire en ligne)
- (es) Julio Caro Baroja, Las falsificaciones de la historia (en relacion con la de Espana), Barcelone, Seis Barral, 1992
- (en) Richard Hitchcock, Mozarabs in Medieval and Early Modern Spain, Farnham, Ashgate, 2008, p. 119
- (en) Katrina B. Olds, Forging the Past : Invented Histories in Counter-Reformation Spain, Yale, Yale University Press, 2015, 440 p. (ISBN 978-0-300-18522-5, lire en ligne)
- Nicolás Antonio (rééd. par Gregorio Mayans y Siscar), Censura de historias fabulosas, Valence, Bordazar de Artazu, 1742 (lire en ligne)